# STS-6
STS-6 est la 1re mission de la navette spatiale Challenger.

## Équipage
- Commandant : Paul J. Weitz (2)  États-Unis
- Pilote : Karol J. Bobko (1)  États-Unis
- Spécialiste de mission 1 : Donald H. Peterson (1)  États-Unis
- Spécialiste de mission 2 : F. Story Musgrave (1)  États-Unis

Le chiffre entre parenthèses indique le nombre de vols spatiaux effectués par l'astronaute au moment de la mission.

## Équipage de réserve
- Commandant : Mary Louise Cleave (0)  États-Unis
- Pilote : Guy Gardner (0)  États-Unis
- Spécialiste de mission 1 : Bryan Daniel O'Connor (0)  États-Unis
- Spécialiste de mission 2 : Jon McBride (0)  États-Unis

## Paramètres de la mission
- Masse :
  - Navette au décollage : 116 457 kg
  - Navette à l'atterrissage : 86 330 kg
  - Chargement : 21 305 kg
- Périgée : 288 km
- Apogée : 295 km
- Inclinaison : 28,5°
- Période : 90,4 min

### Sorties dans l'espace
- Musgrave et Peterson - EVA 1
- Début de EVA 1 : 7 avril 1983, 21:05 UTC
- Fin de EVA 1 : 8 avril 1983, 01:15 UTC
- Durée : 4 heures, 10 minutes

## Objectifs
Déploiement du satellite TDRSS.
STS-6 a été la dernière mission de navette avec un équipage de quatre personnes jusqu'à STS-135, la dernière mission de navette, lancée le 8 juillet 2011. Le commandant Paul Weitz avait déjà servi de pilote à la première mission de Skylab où il a vécu et travaillé pendant près d'un mois, de mai à juin 1973. Après Skylab, Weitz est devenu le sous-chef du Bureau des astronautes sous l'apporteur en chef[pas clair] John Young. Bobko est initialement devenu un astronaute pour le programme de laboratoire en orbite équipé de la Force aérienne, mais a ensuite rejoint la NASA en 1969 après l'annulation du programme MOL. Avant STS-6, il a participé au test d'altitude de l'expérimentation médicale de Skylab et a travaillé comme membre de l'équipe de soutien pour le projet d'essai Apollo-Soyouz.
Peterson est également issu du programme MOL, et était membre de l'équipe de soutien pour Apollo 16. Musgrave a rejoint la NASA en 1967 dans le cadre du deuxième groupe scientifique-astronaute et a été le pilote scientifique de secours pour la première mission de Skylab. Il a également participé à la conception de l'équipement utilisé par lui et Peterson lors de son EVA sur la mission STS-6.

## Déroulement du vol

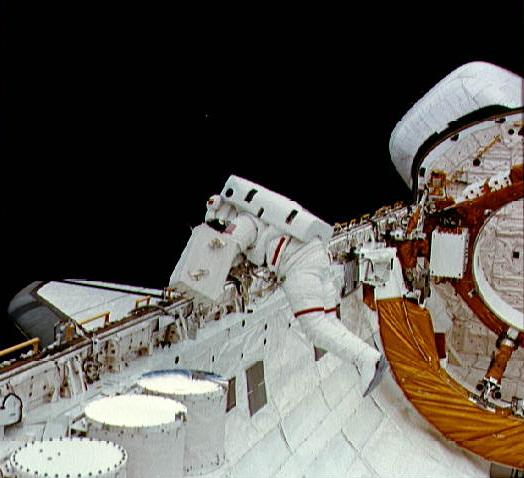
EVA-1 : Première ascension dans l'espace depuis la navette spatiale.

Le nouvel orbiteur a été déployé sur le pas de tir LC-39A un matin de brouillard de novembre 1982. Le 18 décembre, Challenger a reçu un PFRF (Pre Flight Readiness Firing) pour vérifier le fonctionnement des moteurs principaux. Le PFRF a duré 16 secondes. Bien que le fonctionnement du moteur ait été globalement satisfaisant, les données de télémétrie ont indiqué une fuite importante d'hydrogène liquide dans la section de poussée. Cependant, il n'était pas possible de déterminer avec précision la localisation de la fuite, de sorte que les administrateurs de programme ont décidé d'un deuxième PFRF avec des sondes de télémétrie supplémentaires. On savait qu'au cours du test effectué le 18 décembre, les gaz d'échappement recyclés et les vibrations étaient évacuées dans la section de poussée et cela a été considéré comme une cause potentielle de la fuite. Par conséquent, le lancement prévu initialement à la fin de janvier 1983 a du être reporté.
Le 25 janvier, un deuxième PFRF a été mené qui a duré 23 secondes et a montré l'absence de fuites d'hydrogène. Finalement, on a constaté que les conduits à basse pression dans le moteur n° 1 étaient fissurés. Le moteur a été remplacé par une pièce de rechange, qui a également eu des fuites. Un troisième moteur devait être commandé auprès de Rocketdyne, et après un essai approfondi, il s'est avéré être en bon état de fonctionnement. Les moteurs # 2 et # 3 ont également eu des fuites et ont été retirés de l'orbiteur pour être réparés. À la mi-mars, les problèmes du moteur ont été complètement résolus.
Alors que les réparations du moteur étaient en cours le 28 février, une forte tempête a contaminé la cargaison principale de la mission, le premier satellite de relais de suivi et de données, TDRS-1, alors qu'il se trouvait dans la salle de changement de charge utile sur la structure de service tournante à la rampe de lancement. Par conséquent, le satellite devait être ramené à son installation de caisse, où il a été nettoyé et revérifié. La salle de modification de la charge utile et la baie de la charge utile ont également du être nettoyées. Tous ces événements ont repoussé le lancement du 26 mars au début d'avril.